# Bredstjärtad paradisänka
Bredstjärtad paradisänka (Vidua obtusa) är en fågel i familjen änkor inom ordningen tättingar. Fågeln är en boparasit specialiserad på orangevingad astrild. Den förekommer i Afrika söder om Sahara. IUCN kategoriserar den som livskraftig.

## Kännetecken

### Utseende
Hane bredstjärtad paradisänka är i häckningsdräkt liksom övriga i familjen änkor en uppseendeväckande, mörk fågel med mycket långa och spektakulära stjärtfjädrar. Jämfört med liknande östlig paradisänka har den kortare och mycket bredare stjärt samt mörkare huvud och bröst. Nacken är också orangebrun snarare än guldgul. Den mer alldagliga, bruna honan och hanen utanför häckningstid har vanligen blekare näbb än motsvarande dräkt hos östlig paradisänka, med mer enfärgade örontäckare utan de mörka halvmånarna. Kroppslängden är 12 cm för honan, 27 cm för hane i häckningsdräkt.

### Läten
Bredstjärtad paradisänka härmar orangevingade astrildens läten med pipiga visslingar och vassa "chip".

## Utbredning
Bredstjärtad paradisänka förekommer i Afrika söder om Sahara, från sydöstra och östra Demokratiska Republiken Kongo och sydvästra Uganda söderut till norra och centrala Angola, Tanzania (utom i nordost), Zambia, Malawi, nordvästra och södra Moçambique, Botswana (Chobe), nordöstra Namibia (Capriviremsan) samt norra och nordöstra Zimbabwe. Äldre fynd finns även från centrala Kenya och nordöstra Sydafrika. Arten har observerats i Sverige, men det har bedömts osannolikt att den nått landet på naturlig väg.

## Systematik
Bredstjärtad paradisänka är nära släkt med östlig, långstjärtad, sahel- och togoparadisänka, och tidigare behandlades de alla som en och samma art. DNA-studier visar att den är systerart till östlig paradisänka. Den behandlas som monotypisk, det vill säga att den inte delas in i några underarter.

## Levnadssätt
Bredstjärtad paradisänka förekommer i miombo och annan typ av öppen lövskog där den lever av olika sorters små gräsfrön. Liksom andra änkor är den en boparasit som lägger sina ägg i andra fåglars bon. Just denna art har specialiserat sig på orangevingad astrild som värdfågel. Den häckar från januari till juli, från slutet av regnperioden och en bra bit in i torrperioden. Äggen är vita och nyfödda ungar har löst, gråaktigt dun likt värdparets ungar.

## Status och hot
Arten har ett stort utbredningsområde och en stor population med stabil utveckling, och tros inte vara utsatt för något substantiellt hot. Utifrån dessa kriterier kategoriserar internationella naturvårdsunionen IUCN arten som livskraftig (LC). Världspopulationen har inte uppskattats men den beskrivs som lokalt ganska vanlig.